# Pierregot
Pierregot és un municipi francès situat al departament del Somme i a la regió dels Alts de França. L'any 2007 tenia 249 habitants.

## Demografia

### Població

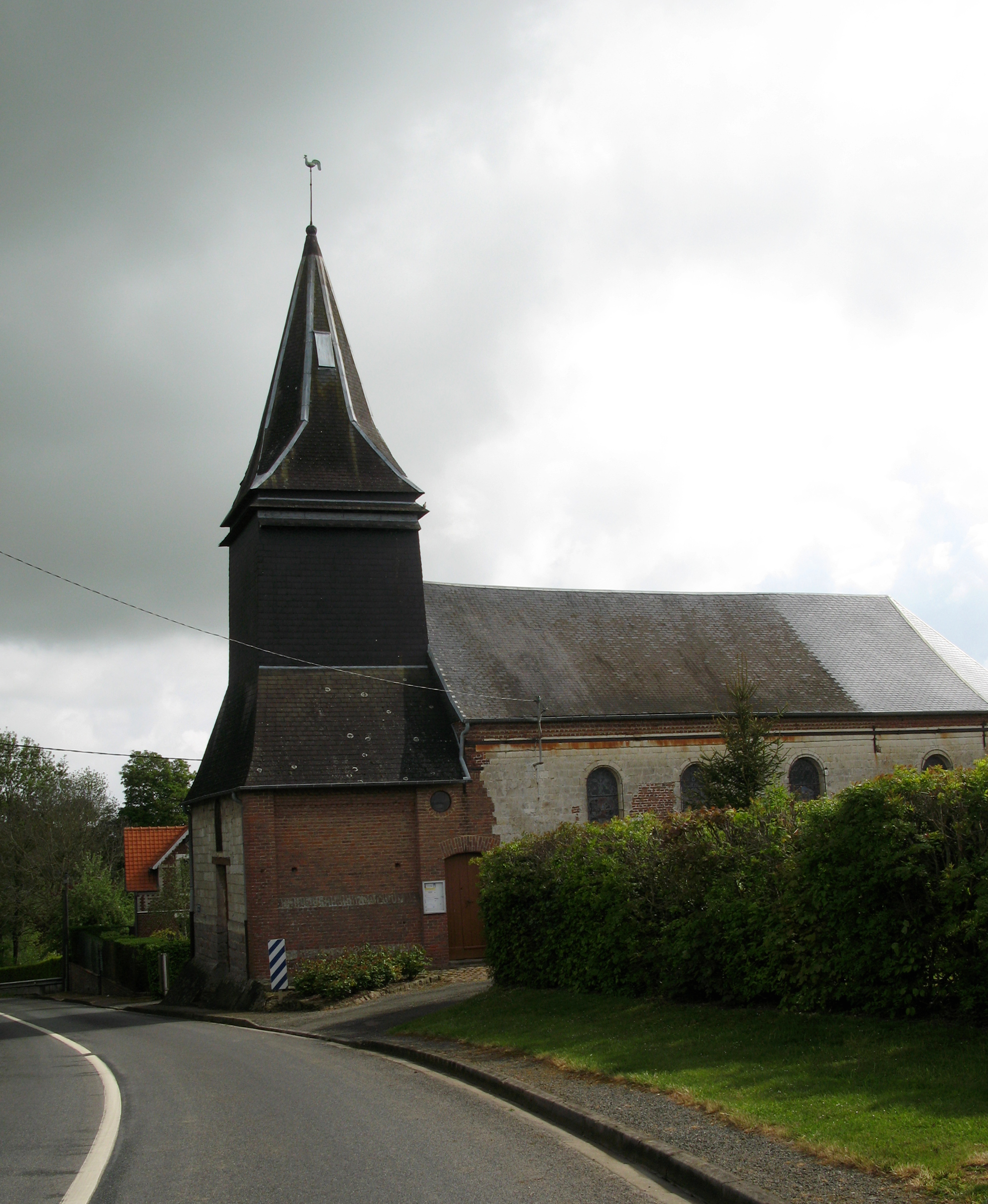

El 2007 la població de fet de Pierregot era de 249 persones. Hi havia 96 famílies de les quals 12 eren unipersonals (12 homes vivint sols), 36 parelles sense fills, 44 parelles amb fills i 4 famílies monoparentals amb fills.
La població ha evolucionat segons el següent gràfic:
Habitants censats

### Habitatges
El 2007 hi havia 103 habitatges, 95 eren l'habitatge principal de la família, 6 eren segones residències i 2 estaven desocupats. Tots els 102 habitatges eren cases. Dels 95 habitatges principals, 89 estaven ocupats pels seus propietaris i 6 estaven llogats i ocupats pels llogaters; 1 tenia dues cambres, 5 en tenien tres, 21 en tenien quatre i 68 en tenien cinc o més. 86 habitatges disposaven pel capbaix d'una plaça de pàrquing. A 30 habitatges hi havia un automòbil i a 62 n'hi havia dos o més.

### Piràmide de població

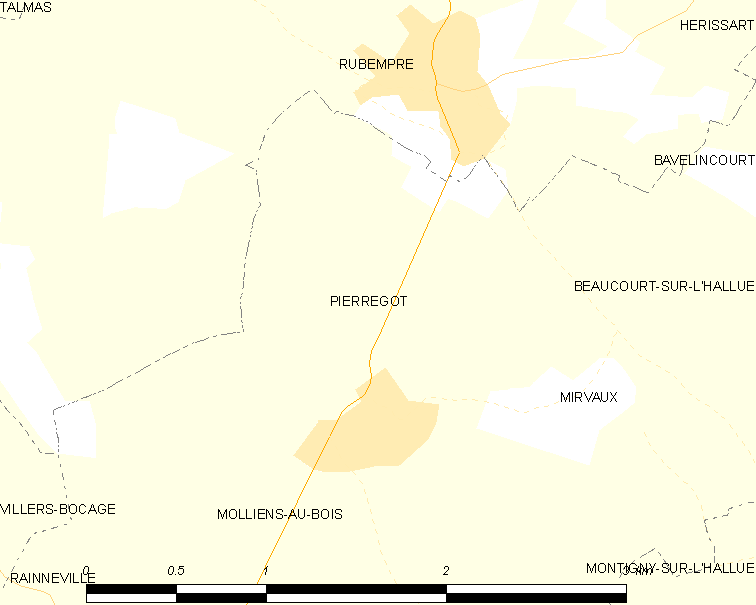

La piràmide de població per edats i sexe el 2009 era:
| Homes | Edats   | Dones |
| ----- | ------- | ----- |
| 0     | 95 o +  | 0     |
| 4     | 90 a 94 | 0     |
| 0     | 85 a 89 | 0     |
| 0     | 80 a 84 | 0     |
| 4     | 75 a 79 | 4     |
| 0     | 70 a 74 | 0     |
| 4     | 65 a 69 | 0     |
| 8     | 60 a 64 | 16    |
| 4     | 55 a 59 | 4     |
| 12    | 50 a 54 | 8     |
| 16    | 45 a 49 | 12    |
| 4     | 40 a 44 | 20    |
| 12    | 35 a 39 | 8     |
| 16    | 30 a 34 | 16    |
| 8     | 25 a 29 | 4     |
| 0     | 20 a 24 | 8     |
| 0     | 15 a 19 | 8     |
| 4     | 10 a 14 | 8     |
| 4     | 5 a 9   | 8     |
| 4     | 0 a 4   | 16    |

## Economia
El 2007 la població en edat de treballar era de 165 persones, 122 eren actives i 43 eren inactives. De les 122 persones actives 118 estaven ocupades (62 homes i 56 dones) i 4 estaven aturades (1 home i 3 dones). De les 43 persones inactives 20 estaven jubilades, 10 estaven estudiant i 13 estaven classificades com a «altres inactius».

### Ingressos
El 2009 a Pierregot hi havia 96 unitats fiscals que integraven 259 persones, la mediana anual d'ingressos fiscals per persona era de 23.970 €.

### Activitats econòmiques
Dels 2 establiments que hi havia el 2007, 1 era d'una empresa de construcció i 1 d'una empresa de serveis.
L'únic servei als particulars que hi havia el 2009 era un electricista.
L'any 2000 a Pierregot hi havia 5 explotacions agrícoles.

## Poblacions més properes
El següent diagrama mostra les poblacions més properes.